# Filip Špoljarec
Filip Špoljarec (* 1. Mai 1994) ist ein kroatischer Badmintonspieler. 

## Karriere
Filip Špoljarec wurde 2013 erstmals nationaler Meister in Kroatien, ein weiterer Titelgewinn folgte 2014. Beim Croatian Juniors 2010 wurde er ebenso Dritter wie beim Croatian Juniors 2012 und beim Slovenian Juniors 2012.
Bei den Mittelmeerspielen 2022 gewann er zusammen mit Luka Ban die Bronzemedaille im Herrendoppel.